# سوئیت بیبی
سوئیت بیبی به (به انگلیسی: Sweet Baby Inc) یک استودیوی کانادایی توسعه روایت و مشاوره مستقر در مونترال است. این شرکت توسط توسعه‌دهندگان سابق یوبی‌سافت از جمله کیم بلر (نویسنده) و دیوید بدارد تأسیس شده است. این شرکت در طی فرآیند توسعه بازی‌های ویدئویی، در زمینه روایت داستانی مشاوره می‌دهد تا تنوع برابری و شمول را در روایت‌های بازی و استودیوها ترویج کند. سوئیت بیبی همچنین با چندین توسعه‌دهنده و بازی‌ها از جمله خدای جنگ: رگناروک و آلن ویک ۲ همکاری کرده است.

## تاریخچه
شرکت  سوئیت بیبی در سال ۲۰۱۸ در مونترال کانادا تأسیس شد. این شرکت توسط کیم بلر، نویسنده، و دیوید بدارد، مدیر محصولات سابق یوبی‌سافت، راه‌اندازی شد. بلر به عنوان مدیرعامل و بدارد به عنوان مدیر اجرایی فعالیت خود را آغاز کردند. هدف بلر از تأسیس شرکت کمک به پیشرفت زنان و گروه‌های به حاشیه رانده‌شده در صنعت بازی‌های ویدئویی بود.
این شرکت در طول ساخت بازی‌ها روی داستان‌پردازی و شخصیت‌سازی مشاوره می‌دهد و تلاش می‌کند تنوع جنسیتی و نژادی را در تیم‌های تولید بازی ساز ها ترویج کنند. از جمله کارهای آن‌ها، اطمینان از پرداخت منصفانه، آموزش، و ثبت اعتبار مناسب برای اعضای تیم هایه شمول است هدف اصلی شرکت این است که شخصیت‌های متعلق به گروه‌های مختلف اجتماعی شامل شمول ها ال جی بی تی ها تنها برای حضور نمادین در بازی‌ها نباید اضافه شوند بلکه به تصویر کشیده آن‌ها در بازی باید محترمانه باشد و حتما در داستان کلی جای بگیرد و کیفیت بالایی در روایت داشته باشد. برای این منظور سوئیت بیبی جلساتی با توسعه‌دهندگان و نمایندگان فرهنگ‌ها و قومیت‌های مختلف برگزار می‌کند تا شخصیت‌های مرتبط با این فرهنگ‌ها به‌طور دقیق و متناسب طراحی شوند. همچنین، این شرکت توسعه‌دهندگان شمول را در صورت نیاز به استودیوهای دیگر معرفی می‌کند.
از سال ۲۰۱۸، بلر و بدارد روی یک پروژه چندرسانه‌ای شامل کمیک، رمان و بازی به نام Unknown 9 کار کردند. این شرکت در بازی خدای جنگ: رگناروک نیز روی داستان و شخصیت‌پردازی همکاری داشت و تمرکز ویژه‌ای روی شخصیت سیاه‌پوست انگربودا داشت تا ارتباط بهتری با مخاطبان سیاه‌پوست برقرار کند،
بلر در طراحی داستان و پیش‌زمینه شخصیت زن بازی آلن ویک ۲ نقش داشت و همچنین در ساخت شخصیت اصلی بازی Flintlock: The Siege of Dawn کمک کرد. سوییت بیبی در مراحل پایانی ساخت بازی جوخه انتحار: لیگ عدالت را بکش نیز به تیم تولید اضافه شد و روی دیالوگ‌های شخصیت‌ها و تبلیغات درون بازی و محتواهای جانبی کار کرد. این شرکت همچنین در نوشتن فیلمنامه بازی مرد عنکبوتی 
۲  مشارکت داشت.
تا سال ۲۰۲۴ سوئیت بیبی دارای ۱۶ کارمند است.

## بازی‌های تحت همکاری سوئیت بیبی
| نام                  | شرکت سازنده          | نقش                                        |
| -------------------- | -------------------- | ------------------------------------------ |
| نئو کاب              |                      | نویسنده                                    |
| اساسینز کرید والهالا | یوبیسافت مونترال     | بازی‌نامه نویسی                             |
| شوالیه‌های گاتهام     | برادران وانر مونترال | بازی‌نامه نویسی                             |
| خدای جنگ: رگناروک    | سانتامونیکا          | مشاوره در زمینه روایت داستان و شخصیت‌پردازی |
| مرد عنکبوتی ۲        | اینسامینیاک گیمز     | مشاوره داستان‌نویسی                         |
| آلن ویک ۲            | رمدی اینترتینمنت     | شخصیت ها sensitivity reading               |
| ولورین               | اینسامنیاک گیمز      | مشاوره داستان‌نویسی                         |